# Ezcurrita
La ezcurrita es un mineral borato, descubierto en 1957 en las escombreras de la mina de Tincalayu, situada en el Salar del Hombre Muerto, provincia de Salta, Argentina. El nombre es un homenaje a Juan Manuel Ezcurra, director de la Compañía Productora de Boratos S.A., propietaria del yacimiento en el momento de su descubrimiento.

## Propiedades físicas y químicas
La ezcurrita es un borato de sodio con hidroxilos (hidratado). Su composición y su espectro de difracción de rayos X es el mismo que el del compuesto artificial, patentado en 1937, conocido como borato de Suhr. Los primeros estudios se llevaron a cabo con material procedente de las escombreras. Tras la reapertura de la mina, fue estudiado de nuevo con materiales recogidos en las explotaciones, que contenían cristales bien definidos. Presenta como características peculiares su tendencia a la exfoliación, así como una dureza dependiente de la dirección de la fuerza aplicada; siendo esta mayor en la dirección perpendicular a la de las capas de la exfoliación.

## Yacimientos
La ezcurrita se encuentra en ejemplares visibles solamente en el yacimiento de Tincalayu, un cuerpo masivo de bórax encajado en sedimentos situados entre el Terciario Superior y el Pleistoceno. Está asociada directamente al borax microcristalino, formando agregados nudulares en su interior.
Se ha indicado también la presencia de ezcurrita dentro de inclusiones fluidas microscópicas en el berilo de la variedad morganita de la pegmatita, extraído de la mina Muiane en Mozambique. No se conoce la existencia de ningún otro yacimiento de este mineral.